# Pays-Bas aux Jeux olympiques d'hiver de 1992
Les Pays-Bas participent aux Jeux olympiques d'hiver de 1992, organisés à Albertville en France. Cette nation prend part aux Jeux olympiques d'hiver pour la quatorzième fois de son histoire. La délégation néerlandaise, formée de 19 athlètes (9 hommes et 10 femmes), remporte 4 médailles (1 d'or, 1 d'argent et 2 de bronze) et se classe au douzième rang du tableau des médailles.

## Médaillés
| Médaille | Nom            | Discipline          | Épreuve              |
| -------- | -------------- | ------------------- | -------------------- |
| Or       | Bart Veldkamp  | Patinage de vitesse | 10 000 mètres hommes |
| Argent   | Falko Zandstra | Patinage de vitesse | 5 000 mètres hommes  |
| Bronze   | Leo Visser     | Patinage de vitesse | 1 500 mètres hommes  |
| Bronze   | Leo Visser     | Patinage de vitesse | 5 000 mètres hommes  |